# Bauan
Bauan is een gemeente in de Filipijnse provincie Batangas op het eiland Luzon. Bij de laatste census in 2010 telde de gemeente ruim 81 duizend inwoners.

## Geografie

### Bestuurlijke indeling
Bauan is onderverdeeld in de volgende 40 barangays:
| - Alagao - Aplaya - As-Is - Bagong Silang - Baguilawa - Balayong - Barangay I - Barangay II - Barangay III - Barangay IV - Bolo - Colvo - Cupang - Durungao | - Gulibay - Inicbulan - Locloc - Magalang-Galang - Malindig - Manalupong - Manghinao Proper - Manghinao Uno - New Danglayan - Orense - Pitugo - Rizal - Sampaguita | - San Agustin - San Andres Proper - San Andres Uno - San Diego - San Miguel - San Pablo - San Pedro - San Roque - San Teodoro - San Vicente - Santa Maria - Santo Domingo - Sinala |

## Demografie
Bauan had bij de census van 2010 een inwoneraantal van 81.351 mensen. Dit waren 1.520 mensen (1,9%) meer dan bij de vorige census van 2007. Ten opzichte van de census van 2000 was het aantal inwoners gegroeid met 8.747 mensen (12,0%). De gemiddelde jaarlijkse groei in die periode kwam daarmee uit op 1,14%, hetgeen lager was dan het landelijk jaarlijks gemiddelde over deze periode (1,90%).

De bevolkingsdichtheid van Bauan was ten tijde van de laatste census, met 81.351 inwoners op 53,31 km², 1526 mensen per km².

## Geboren
- Cecilia Muñoz-Palma (22 november 1913), rechter Filipijns hooggerechtshof (overleden 2 januari 2006).

Agoncillo · Alitagtag · Balayan · Balete · Batangas City · Bauan · Calaca · Calatagan · Cuenca · Ibaan · Laurel · Lemery · Lian · Lipa · Lobo · Mabini · Malvar · Mataasnakahoy · Nasugbu · Padre Garcia · Rosario · San Jose · San Juan · San Luis · San Nicolas · San Pascual · Santa Teresita · Santo Tomas · Taal · Talisay · Tanauan · Taysan · Tingloy · Tuy